# معركة مانزيكرت
معركة مانزيكرت أو معركة ملاذكرد
(الروسية: Битва при Манцикерте) هي معركة بين الدولة العثمانية والإمبراطورية الروسية وذلك خلال حملة القوقاز في الحرب العالمية الأولي وجرت المعركة خلال الفترة من 10 إلي 26 يوليو 1915 وعلي الرغم من الخسائر الكبيرة علي كلا الجانبين الا ان الروس تراجعوا شمالا واستعاد العثمانيون مانزيكرت.